# C/1132 T1
C/1132 T1 ist ein Komet, der im Jahr 1132 mit dem bloßen Auge gesehen werden konnte. Er wird aufgrund seiner außergewöhnlichen Helligkeit zu den „Großen Kometen“ gezählt.

## Entdeckung und Beobachtung
Die chinesische Chronik Jīn Shǐ aus der Mitte des 14. Jahrhunderts berichtet davon, dass am 4. Oktober 1132 (Ortszeit) ein „Besenstern“ im Sternbild Großer Bär entdeckt wurde. Bereits am folgenden Tag wurde er auch in Japan und Korea gesehen, wie die Chroniken Dai Nihon shi und Goryeo-sa aus diesen Ländern erwähnen. Nach den japanischen Überlieferungen stand er wahrscheinlich im Bereich der Sternbilder Fuhrmann und Giraffe, seine Farbe war Weiß und sein 3° langer Schweif zeigte nach Westen. Alle diese Beobachtungen erfolgten wahrscheinlich in den Morgenstunden.
Am 7. Oktober war der Komet bereits so auffällig, dass in mehreren chinesischen Chroniken, wie dem Sòng Shǐ, aber auch in den bereits genannten koreanischen und japanischen Chroniken erneut über ihn berichtet wird. Der Komet hatte sich am Himmel rasch weiterbewegt, stand bereits im Sternbild Widder und sein Schweif wies nach Nordwesten. Während die Koreaner nur einen 3° langen Schweif erwähnen, berichten die Japaner von einem über 30° langen Schweif mit hellen Strahlen. Der Komet ging wahrscheinlich bei Sonnenuntergang im Osten auf und bei Sonnenaufgang im Westen unter, so dass er die ganze Nacht sichtbar blieb.
Die japanische Chronik berichtet weiter, dass der Komet sich am 8. Oktober weiter nach Süden bewegt hatte, während die Schweifstrahlen schwächer geworden waren und nur noch 10° Länge erreichten. Für den gleichen Tag berichtet auch das Chronicon ex chronicis des Johannes von Worcester aus England:

“(A.D. 1132) […] Stella cometis viii°. idus Octob. fere per v°. dies apparuit.”

„Ein Komet erschien am Tag VIII idus Octobris (8. Oktober) [und blieb sichtbar] für fast 5 Tage.“

Am 9. Oktober wird der Komet erneut von den Chinesen im Sternbild Walfisch beobachtet, ebenso wie von den Japanern, nach denen die Schweiflänge noch bei 2–3° lag. An den beiden folgenden Tagen war der Himmel in Japan bewölkt und die letzte Beobachtung des Kometen erfolgte dort am 12. Oktober. Nach den chinesischen Texten erfolgte die letzte Beobachtung am 27. Oktober, wahrscheinlich am Abendhimmel.
Ein weiterer zeitgenössischer Bericht aus Deutschland erwähnt nur sehr flüchtig das Erscheinen eines Kometen in diesem Jahr:

“1132. Sexto Non. Mart. eclipsis lune contigit, et cometa eodem anno visa est per aliquot noctes.”

„Am Tag VI Nonas Martii (2. März) ereignet sich eine Mondfinsternis a und im selben Jahr ist ein Komet für mehrere Nächte zu sehen.“

Pingré nennt in seiner Cométographie als Datum der ersten Beobachtung den 2. Oktober, während Wiliams die chinesische Beobachtung vom 7. Oktober fälschlich auf den 14. August datiert. Williams erwähnt ein weiteres Objekt für den 29. September 1133, was jedoch ebenso eine Fehldatierung der chinesischen Beobachtung vom 3. Oktober 1132 darstellt.
Der Komet erreichte um den 7. Oktober eine Helligkeit von −1 mag. Der Komet könnte aber nach den Beschreibungen sogar eine Helligkeit von bis zu −2,2 mag erreicht haben (vergleichbar mit Jupiter), so dass er ein großartiger Anblick gewesen wäre, der in einer dunklen mittelalterlichen Nacht sogar einen schwachen Schatten hätte werfen können.

## Umlaufbahn
Für den Kometen konnte im Jahr 1917 von Sinkiti Ogura aus 3 Beobachtungen über 4 Tage nur eine sehr unsichere parabolische Umlaufbahn bestimmt werden, die um rund 106° gegen die Ekliptik geneigt ist. Er läuft damit im gegenläufigen Sinn (retrograd) wie die Planeten durch seine Bahn. Im sonnennächsten Punkt der Bahn (Perihel), den der Komet um den 30. August 1132 durchlaufen hat, befand er sich etwa 110 Mio. km von der Sonne entfernt, etwas weiter als die Venus. Von der Erde aus gesehen stand er um diese Zeit hinter der Sonne, und er bewegte sich danach unbemerkt auf fast direktem Wege auf die Erde zu. Zum Zeitpunkt seiner Entdeckung befand er sich bereits in unmittelbarer Nähe zur Erde, der er um den 7. Oktober bis auf etwa 6,8 Mio. km (0,045 AE) nahegekommen sein könnte. Er würde damit zu den 10 der Erde in historischer Zeit am nächsten gekommenen Kometen zählen. Diese große Erdnähe war auch der Grund für seine immense Helligkeit und seine ungewöhnlich rasche Bewegung über den Himmel, die am 6. Oktober 1132 bis zu 2 °/h erreichte.
Aufgrund der unsicheren Ausgangsdaten kann keine Aussage darüber getroffen werden, ob und gegebenenfalls wann der Komet in das innere Sonnensystem zurückkehren könnte.